# Għaxaq
Għaxaq es uno de los sesenta y ocho consejos locales que conforman la actual organización territorial de la República de Malta.

## Territorio y demografía
La superficie de este consejo local maltés abarca una extensión de territorio de unos 3,9 kilómetros cuadrados de superficie. La población de esta división administrativa se encuentra compuesta por un total de 4.509 personas (según las cifras que arrojaron el censo llevado a cabo en el año 2011). Mientras que su densidad poblacional es de unos 1200 hab/km² aproximadamente.